# Cenovis
Le Cenovis (du latin cenare, « manger », et vis, « force ») est une marque suisse de pâte à tartiner à base d'extrait de levure. Il est riche en vitamine B1 et  entièrement à base végétale (les autres ingrédients sont de l'extrait de légumes).
Le Cenovis et ses dérivés sont employés pour agrémenter les viandes, poissons, légumes, sauces à salade et soupes.

## Composition
Le Cenovis est entièrement à base végétale, sans lactose ni glutamate ajouté (il en contient naturellement comme tous les extraits de levure). Il contient de la levure de bière, de l'eau, des extraits de légumes, du sel de cuisine et de la vitamine B1. Les valeurs nutritionnelles sont indiquées ci-dessous, des vitamines du groupe B autres que la B1 sont présentes mais en quantité variable selon les lots de fabrication, c'est pourquoi elles ne sont pas mentionnées.
| Nutriment                        | Valeur nutritionnelle pour 100 grammes |
| -------------------------------- | -------------------------------------- |
| énergie                          | 225 Kcal (ou 950 KJ)                   |
| protéines                        | 35 g                                   |
| glucides dont sucres             | 20 g 8 g                               |
| lipides dont acides gras saturés | < 0,5 g < 0,01 g                       |
| fibres alimentaires              | 1 g                                    |
| sodium                           | 3,2 g                                  |
| sel                              | 8 g                                    |
| vitamine B1                      | 11 mg                                  |

## Histoire
Le Cenovis a été créé en 1931 à Rheinfelden dans le canton d’Argovie, mais son origine remonte aux années 1920 lorsqu’un brasseur allemand met au point un procédé permettant de supprimer, par lessivages intensifs, l’essentiel de l’amertume des levures de bière. Un groupe de brasseurs bâlois et quelques industriels suisses s’intéressent à cette levure dépourvue d’amertume et envisagent de l’utiliser dans différentes compositions alimentaires. Ils rachètent la marque et son procédé, ajoutent du sel, des extraits de légumes aux nouvelles levures et composent cette pâte, baptisée Cenovis. Depuis, sa formule est restée inchangée, mais les détails de sa fabrication demeurent confidentiels.
En 1999, Michel Yagchi, banquier suisse d'origine irakienne, rachète la marque et s'entoure de Didier Fischer, ingénieur agronome, et  de Frank Guemara comme responsable financier. Ils relancent la marque à travers une campagne de communication, une nouvelle identification visuelle, une modernisation de l'aspect des produits et la création d’un site web.
Le 29 février 2008, Michel Yagchi cède la marque, acquise en 1999 auprès du distributeur Gustav Gerig AG, à la société argovienne Sonaris productrice de la pâte de Cenovis. Toutefois, l'étiquette du produit indique que la levure de bière qui sert à fabriquer le Cenovis est produite en France et en Allemagne.
Depuis 2013, l'entreprise qui produit le Cenovis est basée à Arisdorf dans le canton de Bâle-Campagne.

## Utilisation
Il se consomme habituellement étalé sur du pain (ou de la tresse) beurré(e). Il peut également servir de condiment dans des salades ou des plats chauds. C'est pourquoi on trouve le Cenovis sous d'autres formes que la pâte : liquide ou en poudre.

## Autres noms
Le Cenovis est vendu sous le nom de Sonaris en France.

## Produits semblables
On trouve dans les pays anglo-saxons des produits semblables, comme :
- le Vegemite (en Australie, Nouvelle-Zélande) ;
- la Marmite (en Grande-Bretagne, Irlande, Afrique du Sud, Nouvelle-Zélande) ;
- le Promite (en) (en Australie).